# Contexto de producción
El contexto de producción es el mundo social  que vive el autor de una obra en la cual se ven reflejados los acontecimientos políticos, económicos, sociales, culturales y religiosos. Este contexto si coincide con el lector.
Un texto literario siempre incluirá ciertas marcas que revelen su contexto. Es importante que el lector pueda descifrar estas marcas para poder llegar a una lectura más profunda.
Si un lector muestra desinterés por una obra, probablemente sea porque su contexto y el del autor son muy diferentes.

### Sus determinantes
El contexto de producción estará determinado por:
- Lugar y época histórica
- Acontecimientos sociales y políticos relevantes.
- Costumbres y hábitos de la época.
- Lugar en la historia de la literatura (movimiento literario).
- Ideas religiosas o filosofía
- Biografía del autor
- Comentarios y críticas al momento de publicación